# Équipe cycliste Polygon Sweet Nice
L'équipe cycliste Polygon Sweet Nice est une équipe cycliste irlandaise ayant le statut d'équipe continentale. De 2006 à 2010, l'équipe est sous licence indonésienne tout en ayant le statut d'équipe continentale avant de devenir une équipe amateur en 2011. En 2013 l'équipe récupère le statut d'équipe continentale sous licence irlandaise.

## Classements UCI
L'équipe participe aux circuits continentaux et principalement à des épreuves de l'UCI Asia Tour de 2006 à 2010 et UCI Europe Tour à partir de 2013. Le tableau ci-dessous présente les classements de l'équipe sur les différents circuits, ainsi que son meilleur coureur au classement individuel.
UCI Asia Tour
| Saison | Classement par équipes | Meilleur coureur au classement individuel |
| ------ | ---------------------- | ----------------------------------------- |
| 2009   | 14e                    | Sergey Koudentsov (50e)                   |
| 2010   | 13e                    | Matnur Matnur (44e)                       |
| 2013   | 29e                    | Óscar Pujol (59e)                         |

UCI Europe Tour
| Saison | Classement par équipes | Meilleur coureur au classement individuel |
| ------ | ---------------------- | ----------------------------------------- |
| 2013   | 118e                   | Ryan Sherlock (860e)                      |

## Saison 2010

### Effectif
| Cycliste                          | Date de naissance | Nationalité | Équipe 2009                  |
| --------------------------------- | ----------------- | ----------- | ---------------------------- |
| Hari Fitrianto                    | 20.06.1985        | Indonésie   |                              |
| Brett Gillespie                   | 22.04.1986        | Australie   | Néo-pro                      |
| Artyom Golovachshenko             | 21.02.1988        | Kazakhstan  |                              |
| Herwin Jaya                       | 02.07.1985        | Indonésie   |                              |
| Kiril Kazantsev                   | 17.04.1986        | Kazakhstan  |                              |
| Sergey Koudentsov                 | 29.09.1978        | Russie      |                              |
| Roman Krasilnikov                 | 07.08.1985        | Russie      |                              |
| Matnur Matnur                     | 02.02.1981        | Indonésie   | Wismilak Cycling Team (2006) |
| Reza Pahlevy                      | 27.04.1982        | Indonésie   | Polygon Sweet Nice (2008)    |
| Jimmy Pranata                     | 28.08.1990        | Indonésie   |                              |
| Patria Rastra                     | 26.11.1989        | Indonésie   | Néo-pro                      |
| Artiom Timofeïev                  | 09.09.1986        | Russie      |                              |
| Antonio-Christopher Tjondrohusumo | 29.11.1987        | Indonésie   |                              |
| Yevgeniy Yakovlev                 | 26.02.1980        | Kazakhstan  |                              |

### Victoires
| Date       | Course                                 | Pays      | Classe | Vainqueur         |
| ---------- | -------------------------------------- | --------- | ------ | ----------------- |
| 25/04/2010 | 2e étape du Melaka Governor Cup        | Malaisie  | 2.2    | Sergey Koudentsov |
| 05/06/2010 | 5e étape du Tour de Singkarak          | Indonésie | 2.2    | Herwin Jaya       |
| 13/06/2010 | Tour de Jakarta                        | Indonésie | 1.2    | Matnur Matnur     |
| 24/10/2010 | 1re étape du Tour d'Indonésie          | Indonésie | 2.2    | Polygon           |
| 27/10/2010 | 4e étape du Tour d'Indonésie           | Indonésie | 2.2    | Sergey Koudentsov |
| 31/10/2010 | 7e étape du Tour d'Indonésie           | Indonésie | 2.2    | Patria Rastra     |
| 02/11/2010 | 9e étape du Tour d'Indonésie           | Indonésie | 2.2    | Sergey Koudentsov |
| 03/11/2010 | Classement général du Tour d'Indonésie | Indonésie | 2.2    | Herwin Jaya       |

## Saison 2009

### Effectif
| Cycliste                          | Date de naissance | Nationalité  | Équipe 2008                      |
| --------------------------------- | ----------------- | ------------ | -------------------------------- |
| Vyacheslav Dyadichkin             | 29.01.1982        | Kirghizistan |                                  |
| Hari Fitrianto                    | 20.06.1985        | Indonésie    |                                  |
| Artyom Golovachshenko             | 21.02.1988        | Kazakhstan   | Néo-pro                          |
| Herwin Jaya                       | 02.07.1985        | Indonésie    |                                  |
| Kiril Kazantsev                   | 17.04.1986        | Kazakhstan   | Néo-pro                          |
| Sergey Koudentsov                 | 29.09.1978        | Russie       | Trek-Marco Polo                  |
| Roman Krasilnikov                 | 07.08.1985        | Russie       | Néo-pro                          |
| Jimmy Pranata                     | 28.08.1990        | Indonésie    | Néo-pro                          |
| Artiom Timofeïev                  | 09.09.1986        | Russie       |                                  |
| Andri Tjandrakusuma               | 08.06.1979        | Indonésie    | Ex-pro (Polygon Sweet Nice 2006) |
| Antonio-Christopher Tjondrohusumo | 29.11.1987        | Indonésie    |                                  |
| Yevgeniy Yakovlev                 | 26.02.1980        | Kazakhstan   |                                  |

### Victoires
| Date       | Course                             | Pays      | Classe | Vainqueur         |
| ---------- | ---------------------------------- | --------- | ------ | ----------------- |
| 29/07/2009 | 2e étape du Perlis Open            | Malaisie  | 2.2    | Herwin Jaya       |
| 07/08/2009 | 1re étape du Tour de Java oriental | Indonésie | 2.2    | Sergey Koudentsov |
| 24/11/2009 | 3e étape du Tour d'Indonésie       | Indonésie | 2.2    | Sergey Koudentsov |
| 30/11/2009 | 8e étape du Tour d'Indonésie       | Indonésie | 2.2    | Sergey Koudentsov |

## Saison 2008

### Effectif
| Cycliste                          | Date de naissance | Nationalité  | Équipe 2007 |
| --------------------------------- | ----------------- | ------------ | ----------- |
| Vyacheslav Dyadichkin             | 29.01.1982        | Kirghizistan |             |
| Hari Fitrianto                    | 20.06.1985        | Indonésie    |             |
| Herwin Jaya                       | 02.07.1985        | Indonésie    |             |
| Roman Jientaïev (depuis 01.07)    | 30.03.1986        | Kazakhstan   | Néo-pro     |
| Vladimir Lopez                    | 08.01.1988        | Colombie     | Néo-pro     |
| Reza Pahlevy                      | 27.04.1982        | Indonésie    |             |
| Budi Santoso                      | 28.04.1986        | Indonésie    |             |
| Artiom Timofeïev                  | 09.09.1986        | Russie       |             |
| Antonio-Christopher Tjondrohusumo | 29.11.1987        | Indonésie    | Néo-pro     |
| Robert Wijaya                     | 21.02.1984        | Indonésie    |             |
| Yevgeniy Yakovlev                 | 26.02.1980        | Kazakhstan   |             |

### Victoires
| Date       | Course                        | Pays      | Classe | Vainqueur        |
| ---------- | ----------------------------- | --------- | ------ | ---------------- |
| 23/11/2008 | 1re étape du Tour d'Indonésie | Indonésie | 2.2    | Artiom Timofeïev |